# Petre Alexandru
Petre Alexandru (n. 30 iulie 1898, Râmnicu Vâlcea – d. 1 august 1978, București) a fost un cunoscut tenor, solist de romanțe, tangouri și cântece populare, mai ales în perioada interbelică.

## Biografie
S-a născut la data de 30 iulie 1898, în Râmnicu Vâlcea, pe malurile Oltului.
Studiile muzicale le începe la Craiova cu Savel Horceag (teorie-solfegiu și canto). Studiază apoi la București cu  Dumitru Mihăilescu-Toscani și Leo Kalmuschi (canto).
Începe să lucreze, mai întâi, ca pictor de biserici, după care, în 1929, debutează în rolul flăcăului lui Graur din vodevilul „Cinel-Cinel”, pe scena Teatrului Național din Craiova.
În perioada 1929-1934 devine solist tenor în Corul Ansamblului „Armonia” din Craiova.
În perioada 1934-1945 cântă ca solist-vocal în diverse restaurante din București, înregistrează numeroase discuri la casa de discuri Cristal (ulterior Electrecord), promovează muzica compozitorilor Ion Vasilescu, Gerd Willnow, Ionel Fernic și susține numeroase emisiuni de muzică ușoară și populară la Radio București (până în 1947).
În anul 1935 debutează la casa de discuri Cristal cu un tango (Dă-mi o guriță), pe care l-a imprimat cu acompaniamentul orchestrei „Cristal”. 
În ianuarie 1936 imprimă primele sale melodii populare (Cocoșel cu două creste și Radu mamei Radule) sub acompaniamentul orchestrei Ionel Cristea.
Tot în 1936, fiind în ultimul an de studiu la Facultatea de Filologie modernă, o cunoaște pe Mia Braia, cu care se căsătorește și alături de care va trăi 14 ani, până în 1950. Aceștia aveau să alcătuiască cel mai bun duet vocal de la „Coșna”, restaurantul din Piața Buzești, unde cântau împreună cu orchestrele Vasile Julea și Costică Tandin. Evoluaseră împreună și la cinematograful „Marna”, apoi la restaurantul „Boulevard” din centrul Capitalei.
În perioada 1948-1954 devine solist-vocal la Ansamblul de Estradă al Teatrului Armatei din București. În perioada 1958-1960 activează ca instructor artistic la Medgidia și București.
A cântat în perioada anilor 1935-1958.

## Decesul
Moare la data de 1 august 1978 la București.

## Distincții
- Ordinul Meritul Cultural clasa a IV-a (12 septembrie 1968) „pentru merite deosebite în activitatea muzicală”[9][6]